# Кабрал, Анизиу
Анизиу Клаудиу Фернандеш Реиш Кабрал (порт. Anísio Cláudio Fernandes Reis Cabral; родился 15 февраля 2008 года в Лиссабоне, Португалия) — португальский футболист, нападающий юношеской команды клуба «Бенфика».

## Клубная карьера
Свои первые шаги в футболе Анизиу начал делать в семилетнем возрасте в детской команде «Алта» из его родного Лиссабона. В 2016 году он вошёл в систему «Бенфики» и прошёл в ней через все детско-юношеские ступени. В 2024 году форвард подписал с «орлами» свой первый профессиональный контракт.

## Карьера в сборной
Анизиу представляет Португалию на юношеском уровне с 2023 года. В 2025 году в составе сборной Португалии до 17 лет он принимал участие на юношеском чемпионате Европы в Албании. На этом турнире Анизиу провёл все 5 матчей в основном составе, забив по одному голу в дебютной встрече с албанцами, а также в финальном поединке против французов. В итоге Анизиу и его национальная команда стали чемпионами Европы среди юношей. Всего за юношеские сборные Португалии он провёл 21 матч, в котором отметился 14 забитыми мячами.

## Достижения
Сборная Португалии (до 17 лет)
- Чемпион Европы (до 17 лет) (1): 2025